# Chalermpol Malakham
Chalermpol Malakham (เฉลิมพล มาลาคำ) (Surin, 10 ottobre 1962) è un cantante thailandese.

## Parziale discografia
- Tam Jai Mae Terd Nong
- Ror Mia Phee Pler
- Ar Dia Rak Wan Khao Phan Sa
- Pued Tam Nan Bak Job Loey[4]
- Kid Hod Pla Keng
- Sieng Jak Phoo Yai Baan